# Vanda Pignato
Vanda Guiomar Pignato (São Paulo, Brasil, 16 de Fevereiro de 1963) é uma advogada e ativista dos direitos humanos. Foi primeira-dama de El Salvador entre 2009 e 2014, por ser casada com o ex-presidente Maurício Funes (FMLN). Em Julho de 2018, foi presa pela participação em um escândalo de desvio de recursos conhecido como "Saque Público".

## Biografia
Na década de oitenta participou de movimentos de luta pelos direitos humanos em El Salvador, representou o Brasil no Serviço Universitário Mundial e, em 1992, dirigiu o Centro de Estudos Brasileiros naquele país. No mesmo ano casou-se com o jornalista Maurício Funes que, em 2009, tornou-se presidente de El Salvador. Também foi representante oficial do Partido dos Trabalhadores na América Central entre 1992 e 2009, deixando o cargo quando da eleição de seu marido.

## Prisão
Em 12 de Julho de 2018, enquanto realizava tratamento contra um câncer de útero descoberto em 2015, Vanda Pignato foi presa em um hospital de San Salvador. Ela foi acusada pelas autoridades salvadorenhas de participação, juntamente com seu agora ex-marido, em um esquema que desviou mais de US$351 milhões dos cofres públicos, no escândalo que ficou conhecido como "Saque Público". Da parte de Vanda, os desvios seriam de cerca de US$165 mil, usados para o pagamento de um empréstimo e de faturas de cartões de crédito, bem como para depósitos bancários e a compra de um carro de luxo.
Na época da prisão, Vanda exercia o cargo de Secretária de Inclusão Social do país. Apesar da promotoria solicitar que a ex-primeira-dama fosse processada em liberdade devido a seu estado grave de saúde, uma vez que apresentava um quadro de insuficiência renal aguda, o juiz Salomón Landaverde decidiu por sua prisão. Ela e Funes já estavam divorciados, sendo que ele vivia em exílio político na Nicarágua desde Setembro de 2016 ao lado da segunda esposa, Ada Mitchell Guzmán.
Em 2021, três anos após a prisão de Vanda, uma carta assinada pelos deputados brasileiros Paulo Teixeira (PT), Lídice da Mata (PSB), Jandira Feghali (PCdoB) e Talíria Petrone (PSol), além da Conferência Nacional dos Bispos do Brasil (CNBB), Ordem dos Advogados do Brasil (OAB) e Associação Brasileira de Imprensa (ABI), foi entregue ao embaixador salvadorenho no Brasil, Victor Lagos Pizzati. Eles argumentavam que a ex-primeira-dama estaria sendo vítima de lawfare, ou seja, instituições jurídicas estariam sendo usadas para persegui-la por divergências políticas. A carta representou o ato de criação do Comitê pela Liberdade de Vanda Pignato.
O Grupo considerava que Vanda vivia em uma situação de insegurança jurídica, em um processo que se arrastava por anos sem um desfecho. Segundo o Comitê, apesar de ter sido absolvida em âmbito cível, os prazos processuais do caso de Vanda eram sempre prorrogados, excedendo todos os prazos fixados em lei. Além disso, os juízes responsáveis vinham sendo sistematicamente substituídos ao se aproximarem da data dos respectivos julgamentos, prolongando-se indefinidamente a prisão da ex-primeira-dama, e colaborando para o agravamento de seu estado de saúde.